# I Have Nothing
I Have Nothing è un singolo della cantante statunitense Whitney Houston, terzo singolo estratto da The Bodyguard, colonna sonora del film Guardia del corpo del 1992. Il singolo ha venduto oltre 12 milioni di copie nel mondo, diventando il terzo singolo di maggior successo della cantante.
Il brano è stato scritto da David Foster e Linda Thompson nel 1989, ed è una ballata romantica. Si tratta di una delle canzoni più celebri della cantante.
Il video della canzone (diretto da Steve Barron), simile a quello di I Will Always Love You, mostra la Houston esibirsi in una grande sala da concerti in un albergo. Nel video sono presenti anche alcune sequenze tratte dal film Guardia del corpo.
Il 7 marzo 2025 Renato Zero ha pubblicato la sua versione in italiano con il titolo Per sempre noi.

## Tracce
1. I Have Nothing
2. All the Man That I Need
3. Where You Are
4. Lover for Life

## Classifiche
| Classifica (1993-2012) | Posizione massima |
| ---------------------- | ----------------- |
| Australia              | 28                |
| Belgio (Fiandre)       | 16                |
| Canada                 | 1                 |
| Corea del Sud          | 55                |
| Danimarca              | 9                 |
| Europa                 | 9                 |
| Francia                | 29                |
| Germania               | 39                |
| Irlanda                | 4                 |
| Islanda                | 13                |
| Nuova Zelanda          | 20                |
| Paesi Bassi            | 22                |
| Polonia                | 4                 |
| Portogallo             | 7                 |
| Regno Unito            | 3                 |
| Spagna                 | 23                |
| Stati Uniti            | 4                 |
| Svezia                 | 39                |